# Planctomycetota

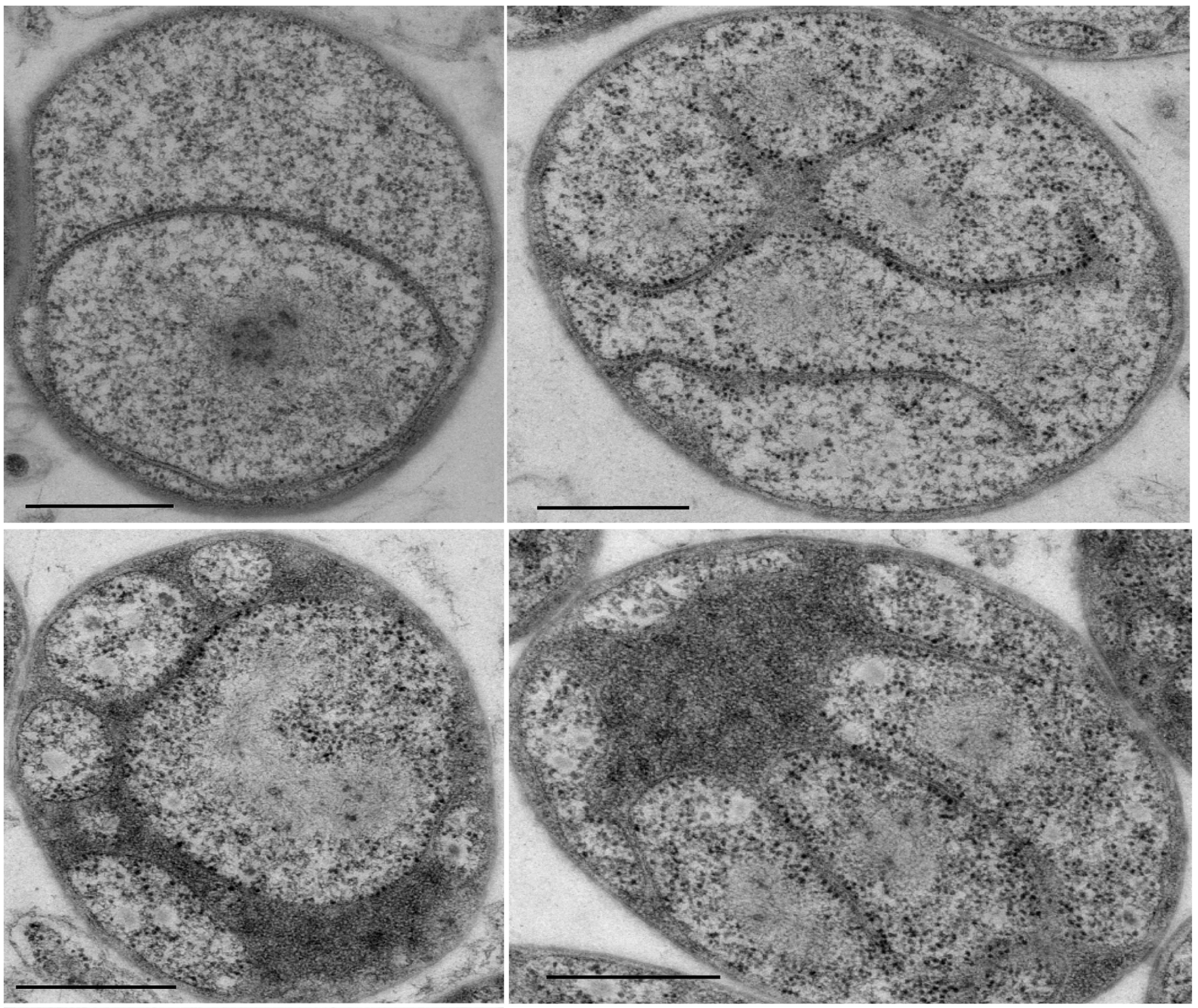
De planctomyceet Gemmata obscuriglobus

Planctomyceten zijn een stam van bacteriën die unieke kenmerken hebben, waaronder interne compartimenten en een celwand die geen peptidoglycaan bevat. Ze komen vaak voor in wateromgevingen en planten zich voort door knopvorming.

## Unieke kenmerken
Planctomyceten onderscheiden zich van andere bacteriën door hun interne compartimentering, waarbij het cytoplasma in verschillende delen wordt verdeeld door membranen. De celwand van planctomyceten bevat geen peptidoglycaan, wat een veelvoorkomend component is van de celwanden van andere bacteriën.

## Habitat
Planctomyceten worden gevonden in allerlei wateromgevingen, waaronder brak, zout en zoet water. Ze zijn ook te vinden in biofilms, een soort van gemeenschap van bacteriën die zich op oppervlakten nestelen.

## Voortplantingsmethode
In tegenstelling tot de meeste andere bacteriën, die zich voortplanten door binaire deling, delen planctomyceten zich door knopvorming, waarbij een knop uit de cel groeit en zich uiteindelijk afsplitst.

## Belang voor de wetenschap
Planctomyceten zijn interessant voor onderzoekers vanwege hun unieke structuur en compartimentering. De compartimenten spelen een rol in verschillende functies, zoals ammoniumoxidatie bij anammox-planctomyceten, wat belangrijk is voor de stikstofcyclus. De aanwezigheid van een nucleoïde (DNA-opslag) omsloten door membranen in sommige planctomyceten (zoals Gemmata) is ook fascinerend, omdat dit een analogie is met de kern van eukaryote cellen.

## Rol in de omgeving
Sommige planctomyceten spelen een rol in de stikstof- en koolstofcyclus, en ze kunnen ook helpen bij het verwijderen van vervuilde stoffen in water.